# The Baseballs
The Baseballs és un grup alemany de música rock que es va formar a Berlín l'any 2007. La banda es feu famosa per les seues interpretacions de grans èxits de la música moderna, que versionaren a l'estil dels anys 1950. Algunes de les seves cançons més reeixides són Umbrella o Hot'n'cold .Umbrella va ser un èxit a Alemanya, Espanya, els països Baixos, Bèlgica, Finlàndia, Islàndia, Àustria, Suïssa, Suècia i Noruega.

## Membres
- Digger (Rüdiger Brans)
- Sam (Sven Budja)
- Basti (Sebastian Raetzel)
- Lars Vegas (guitarra)
- Klaas Wendling (contrabaix)
- Jan Miserre (piano)
- Tomas Svensson (batería)

## Discografia

### Àlbums
- Strike! (2009)
- Strike Back (2010)
- Strings 'n' Stripes (2011)

### Senzills
- Umbrella
- Hot N Cold
- Chasing Cars
- Bleeding Love
- Poker Face
- Angels
- Love In This Club
- This love
- I'm yours
- Hello

## Galeria d'imatges

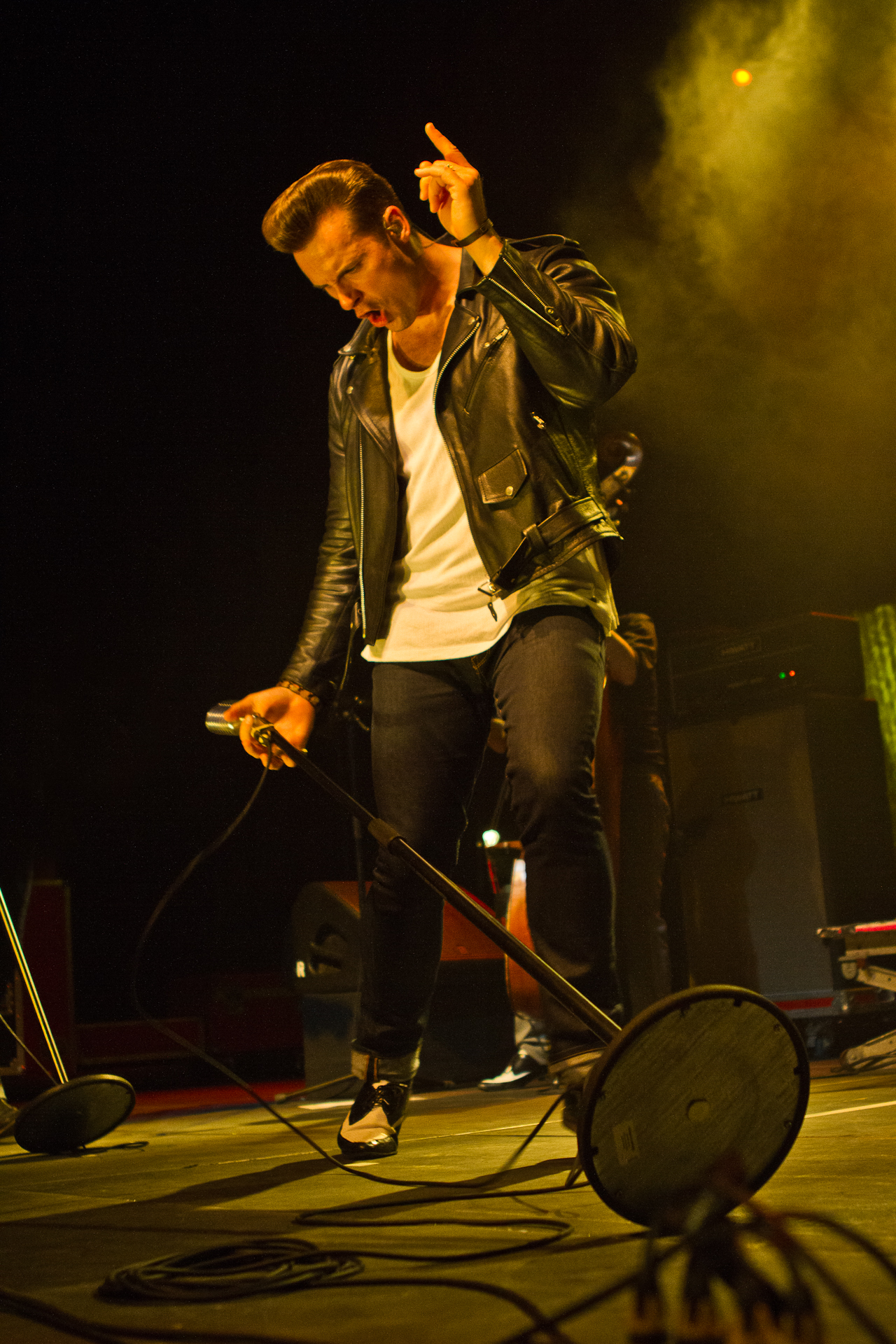
The Baseballs, E-Werk Köln
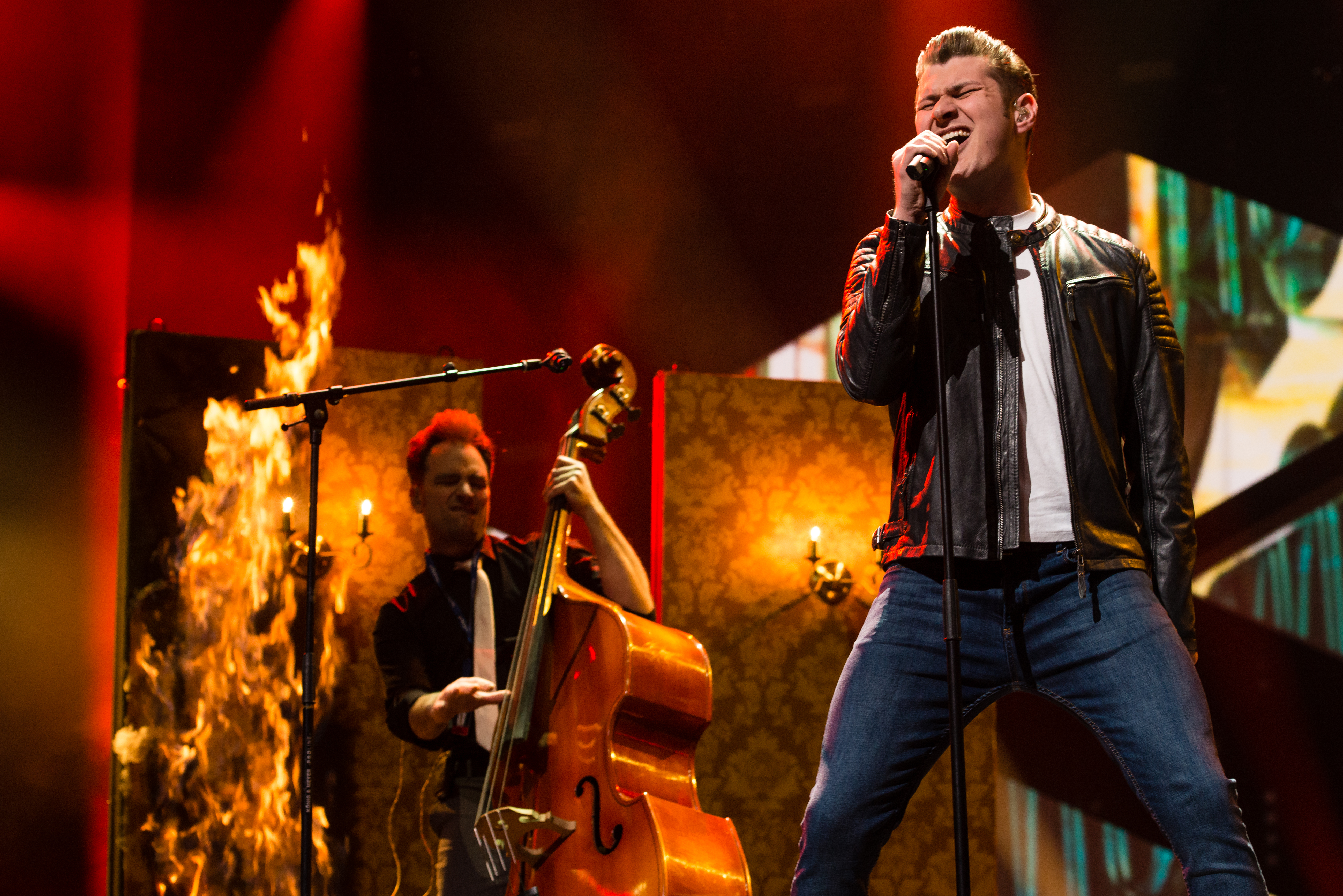
The Baseballs, 2014